# 藤井莉娜
藤井莉娜（日语：藤井 リナ，1984年7月2日—），生於日本東京都，具有1/4歐洲血統（祖母為瑞典裔美國人），日本模特兒及歌手，Stella Entertainment 所屬，日本潮流雜誌《ViVi》及《sweet》的專屬模特兒，亦活躍於內衣雜誌《PEACH JOHN》及其他雜誌《spring》及《CUTIE》等。她為化妝品牌CANMAKE的代言人。由於她為混血兒，於高級中學時代，她以討厭不能夠講英語為理由，前赴瑞士留學，後來遠赴美國。
2008年11月，藤井莉娜因為連續約70次違規泊車，對其罰金總額達至60萬而受到有關單位督促的事件，受到傳媒廣泛報道。
2012年2月，拍攝宣傳照為服飾品牌「rosebullet」春夏新裝代言。

## 演出

### 雜誌
簽約雜誌
- ViVi
- sweet
- ar
- VOCE
- LooK!s

其他
- spring
- HUGE
- Lip
- sabra

### 時裝秀
- Kobe Collection
- Osaka Import Collection
- Tokyo Girls Collection

## 電視劇
- ラブ*リルカ（2005年10 - 12月、東京都會電視台）
- オリキュン（2007年4月、富士電視台） 客串
- 笑っていいとも!（2008年3月18日・同年8月28日、富士電視台） 客串
- アンデュ（2008年4月12日、中京電視台） 客串
- 7男4女爆笑ビンボー大家族! 笑いと涙の5年間 春の値上げラッシュで大変だぁSP（2008年4月15日、日本電視台） 客串
- 阿笨與阿占（2008年4月19日、日本電視台） 客串
- FutureTracks→R（2008年5月1日、朝日電視台）
- グータンヌーボ（2008年7月2日、關西電視台）
- 恋するハニカミ!（2008年7月18日、TBS）
- 踊る!さんま御殿!!（2008年8月5日、日本電視台）
- メレンゲの気持ち（2009年1月24日、日本電視台） 客串
- 悪魔の契約にサイン（2009年1月28日、TBS）

### 電影
- 聽說你愛我（2006年）Speed咖啡的女人

### PV
- 久保田利伸『Our christmas』
- DJ KAWASAKI『BRIGHT LIKE LIGHT feat. LENA FUJII』

## 作品

### 音樂唱片

#### 專輯
- 1st Collection Album「LENA」（2008年4月2日）
- 2nd Collection Album 「Rainbow」（2009年11月4日）

#### 關聯作品
- DJ KAWASAKI「Beautiful」（2006年8月30日）
- DJ KAWASAKI「BEAUTIFUL TOO」- BRIGHT LIKE LIGHT（2007年1月1日）
- Various Artists「ViVi presents HOLIDAY STYLE selected by LENA FUJII」（2008年7月2日）
- smart girls Extra (e-MOOK)（2008）写真集封面
- 音乐合辑 ViVi presents HOLIDAY STYLE selected by LENA FUJII（2008）

收录了Lena的两首歌曲：HIGHER&MAKE ME HAPPY专辑封面

#### 書籍
- 1st Photo Book「LENA」（2008年4月14日、SDP）
- 2nd Photo Book「NO MAKE」（2010年2月24日、株式會社 寶島社）

## 外部連結
- 個人官方 Blog （页面存档备份，存于）
- 個人官方 Twitter （页面存档备份，存于）
- 個人官方 Instagram （页面存档备份，存于）
- 經紀公司網頁 （页面存档备份，存于）
- 哥倫比亞唱片公司網頁 （页面存档备份，存于）